# 神奈川県道109号青砥上星川線
神奈川県道109号青砥上星川線（かながわけんどう109ごう あおとかみほしかわせん）は、神奈川県横浜市緑区より同市保土ケ谷区に至る一般県道かつ、神奈川県道140号川崎町田線と国道16号とを結ぶ県道である。

## 概要
- 起点：横浜市緑区青砥町 青砥交差点（北緯35度31分6.5秒 東経139度32分38.3秒、神奈川県道140号川崎町田線）
- 終点：横浜市保土ケ谷区西谷町 梅の木交差点（北緯35度28分40.1秒 東経139度34分11.4秒、国道16号）
- Google マップ

## 通過する自治体
- 神奈川県
  - 横浜市（緑区）-横浜市(保土ヶ谷区)

## 通称
- 山崎通り

## 重複区間
- 緑郵便局入口交差点 - 横浜市交通局緑営業所付近（横浜市都市計画道路山下長津田線）
- 鴨池大橋南側交差点 - 横浜市鴨居地域ケアプラザ付近交差点（横浜市都市計画道路鴨居上飯田線）

## 交差道路・鉄道路線・河川など
- 神奈川県横浜市緑区
  - 青砥交差点（神奈川県道140号川崎町田線）
  - 都橋（北緯35度31分3.3秒 東経139度32分37.2秒、恩田川）
  - 川和踏切（北緯35度30分48.1秒 東経139度32分31秒、JR横浜線）
  - 信号無交差点（中山町）（北緯35度30分47.4秒 東経139度32分30.5秒、神奈川県道110号中山停車場線）
  - 緑郵便局入口交差点（北緯35度30分39.7秒 東経139度32分32.7秒 / 北緯35.511028度 東経139.542417度） - 横浜市交通局緑営業所付近（北緯35度30分23.6秒 東経139度33分28.3秒、横浜市都市計画道路山下長津田線と重複）
  - 宮の下交差点（北緯35度30分37.3秒 東経139度32分43秒、神奈川県道45号丸子中山茅ヶ崎線）
  - 鴨池大橋南側交差点（北緯35度30分30.1秒 東経139度33分51.3秒 / 北緯35.508361度 東経139.564250度） - 横浜市鴨居地域ケアプラザ付近交差点（横浜市都市計画道路鴨居上飯田線と重複）

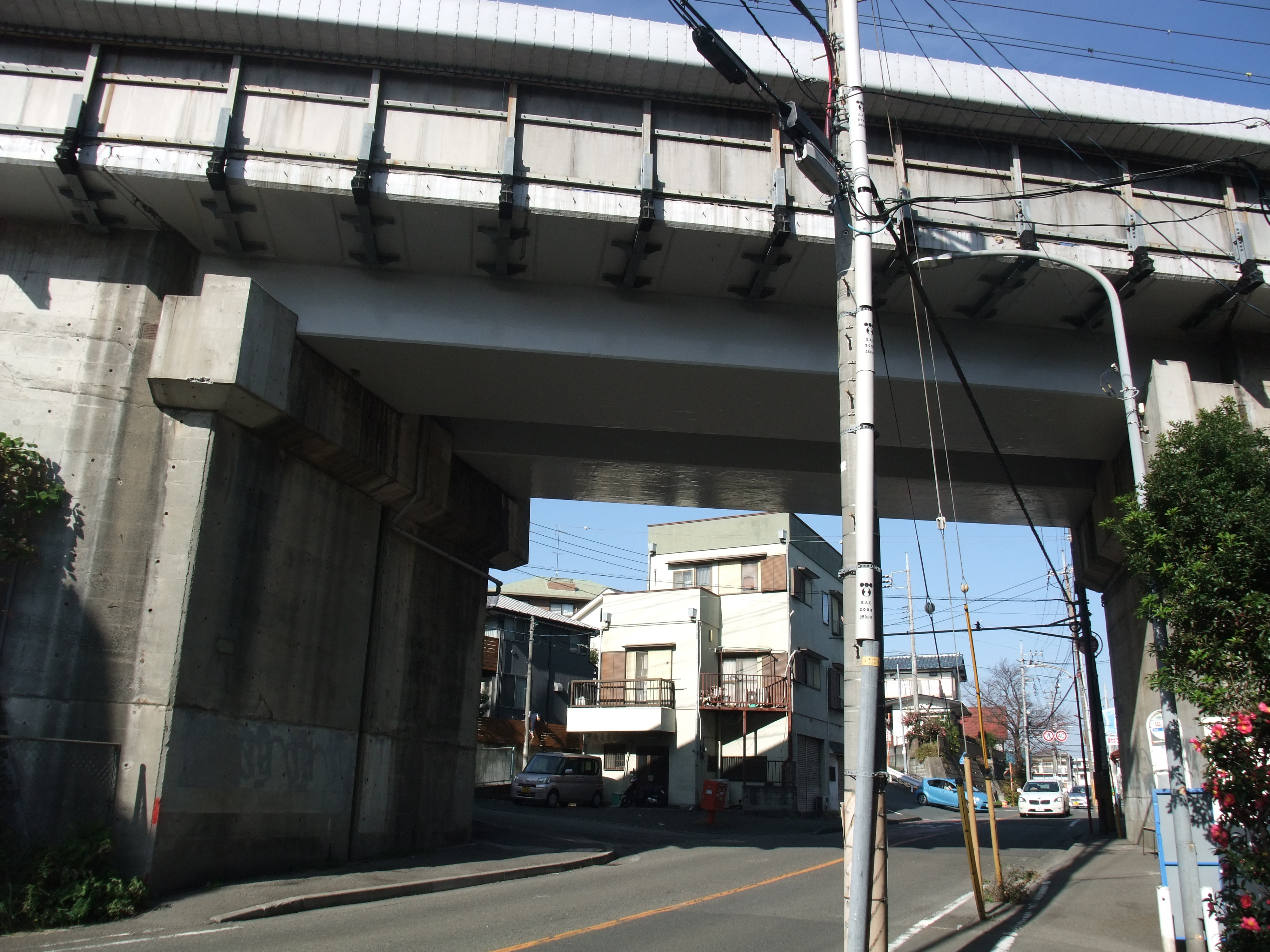
東海道新幹線との交差

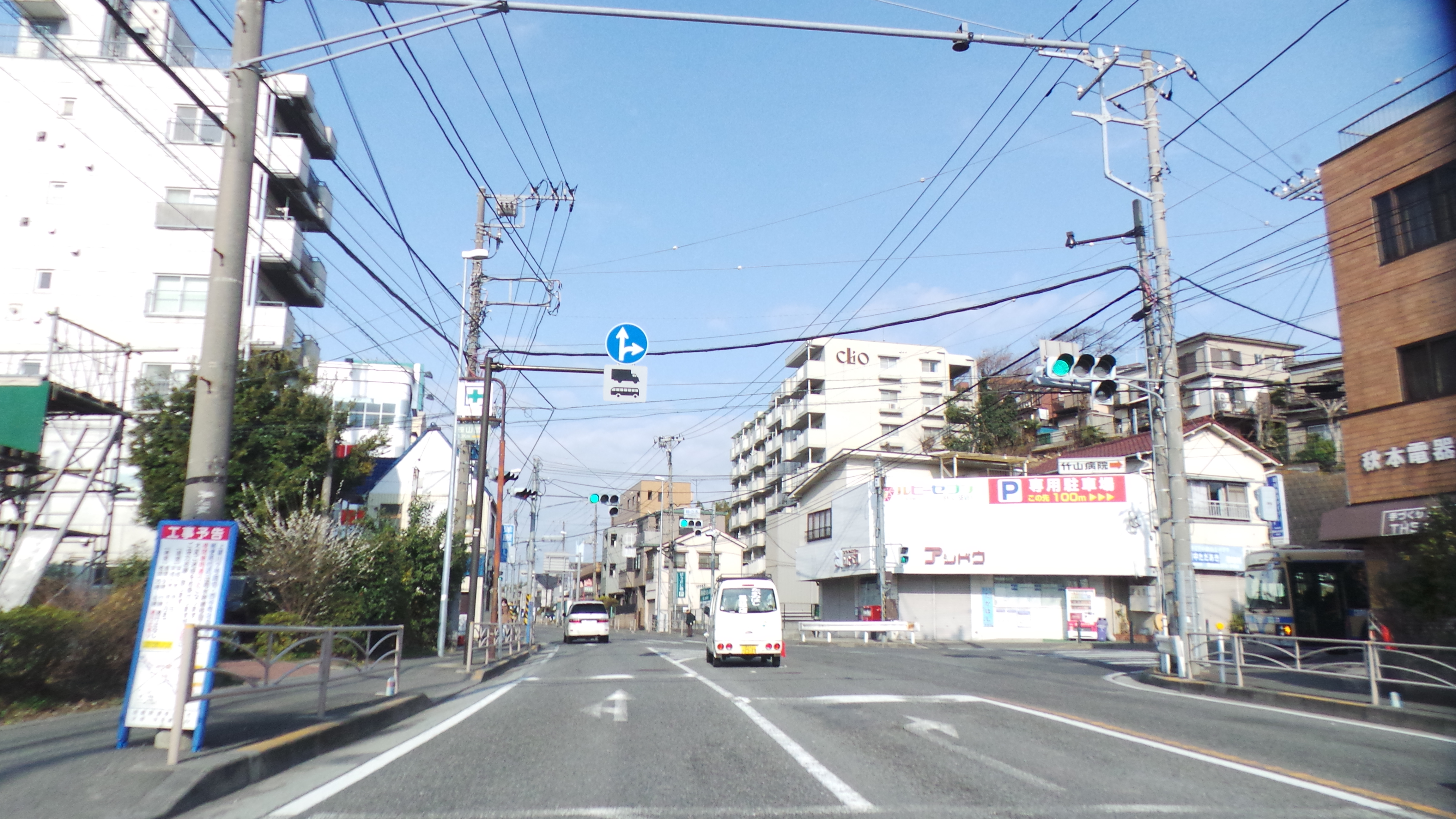
16号梅の木交差点（右方が本路線）

- 神奈川県横浜市保土ヶ谷区
  - 立体交差（北緯35度28分48.8秒 東経139度34分12.7秒、東海道新幹線）
  - 梅の木交差点（国道16号）

## 沿線
- 中山駅
- 緑郵便局
- 横浜市立中山小学校
- 横浜市立鴨居中学校
- 鴨池大橋
- 横浜市立鴨居小学校
- 横浜市立上菅田中学校
- 横浜市立上菅田特別支援学校
- 西谷駅

路線名には「上星川」とあるが、終点の梅の木交差点は保土ケ谷区上星川および上星川駅からは離れている。